# Massegros Causses Gorges
Massegros Causses Gorges – gmina we Francji, w regionie Oksytania, w departamencie Lozère. W 2013 roku liczba ludności wynosiła 948 mieszkańców. Przez gminę przepływa rzeka Tarn. 
Gmina została utworzona 1 stycznia 2017 roku z połączenia pięciu ówczesnych gmin: Le Massegros, Le Recoux, Saint-Georges-de-Lévéjac, Saint-Rome-de-Dolan oraz Les Vignes. Siedzibą gminy została miejscowość Le Massegros.